# Infinite Disco
Infinite Disco é um concerto ao vivo da cantora australiana Kylie Minogue, realizado em apoio ao seu décimo quinto álbum de estúdio, Disco (2020). Foi transmitido em duas datas em 2020 e foi uma produção conjunta da Diift e da BMG Rights Management.
A transmissão ao vivo foi anunciada em 19 de outubro de 2020, e um clipe de Minogue cantando "Magic" foi lançado no mesmo dia. O concerto foi transmitido em 7 de novembro de 2020 e novamente em 31 de dezembro de 2020 na véspera de Ano Novo. Cada transmissão foi transmitida quatro vezes nos dois dias para adaptar-se a diferentes fusos horários.
Em 12 de novembro de 2021, o show foi lançado em CD, DVD e Blu-ray como parte da versão Guest List Edition do Disco.

## Antecedentes e desenvolvimento
Após o lançamento dos singles "Say Something" e "Magic", Minogue anunciou uma apresentação ao vivo de músicas de seu álbum Disco a ser transmitida em 7 de novembro de 2020, um dia após o lançamento do álbum. Os ingressos foram colocados à venda em 21 de outubro de 2020.
A performance pré-gravada de cinquenta minutos foi co-dirigida por Rob Sinclair e Kate Moross. Ele apresentou principalmente músicas do Disco, mas também incluiu singles do início da carreira de Minogue que foram remixados para ter um som mais disco por seus colaboradores de longa data Richard Stannard e Steve Anderson. A performance foi coreografada por Ashley Wallen.
Em 1 de novembro de 2020, Minogue carregou sua performance de "Say Something" do Infinite Disco em seu canal do YouTube. Em 2 de novembro de 2020, Minogue compartilhou um clipe de 30 segundos mostrando diferentes partes da performance, incluindo partes dela cantando seu single de 2001 "Love at First Sight" e "I Love It". Em 6 de novembro de 2020, Minogue enviou sua performance de "Real Groove" do show para seu canal no YouTube.
Quase 30.000 ingressos foram vendidos para sua transmissão inicial.

## Repertório
Fonte:
1. Introdução (contém trechos de "Magic" e "Come into My World")
2. "I Love It"
3. "In Your Eyes"
4. "Light Years" / "Supernova" / "Light Years" (Reprise)
5. Interlúdio (contém trechos de "I Should Be So Lucky")
6. "Dance Floor Darling"
7. "All the Lovers" (realizado com The House Gospel Choir)
8. "Say Something" (realizado com The House Gospel Choir)
9. "Real Groove"
10. "Slow" (contém elementos de "Love to Love You Baby")
11. "Monday Blues"
12. "Where Does the DJ Go?"
13. "Love at First Sight"
14. "Last Chance"
15. "Magic"

## Infinite Discoálbum ao vivo
Infinite Disco é o nono álbum ao vivo da cantora australiana Kylie Minogue. Em 12 de novembro de 2021, foi lançado o Guest List Edition do décimo quinto álbum de estúdio de Minogue, Disco. Incluído no pacote de luxo de cinco discos estava uma gravação do concerto Infinite Disco em CD, DVD e Blu-ray. Em 7 de abril de 2022, Minogue foi às suas redes sociais para anunciar o lançamento surpresa de um lançamento independente de Infinite Disco nas plataformas digitais no dia seguinte, com vinis disponíveis para pré-venda.

### Alinhamento de faixas
| Infinite Disco |                                           |                                                                               |                    |         |  |
| N.º            | Título                                    | Compositor(es)                                                                | Produtor(es)       | Duração |  |
| 1.             | "Magic" (Intro)                           | Kylie Minogue Teemu Brunila Daniel Davidsen Peter Wallevik Michelle Buzz      | PhD                | 1:33    |  |
| 2.             | "Come into My World" (Interlude)          | Cathy Dennis Rob Davis                                                        | Steve Anderson     | 0:21    |  |
| 3.             | "I Love It"                               | Minogue Richard Stannard Duck Blackwell                                       | Stannard Blackwell | 3:03    |  |
| 4.             | "In Your Eyes"                            | Minogue Stannard Julian Gallagher Ash Howes                                   | Stannard Anderson  | 3:05    |  |
| 5.             | "Light Years"                             | Minogue Stannard Gallagher                                                    | Stannard Anderson  | 2:45    |  |
| 6.             | "Supernova"                               | Minogue Sky Adams Maegan Cottone                                              | Adams              | 3:13    |  |
| 7.             | "Light Years" (Reprise)                   | Minogue Stannard Gallagher                                                    | Stannard Anderson  | 0:33    |  |
| 8.             | "I Should Be So Lucky" (Interlude)        | Mike Stock Matt Aitken Pete Waterman                                          | Anderson           | 0:25    |  |
| 9.             | "Dance Floor Darling"                     | Minogue Adams Cottone Linslee Campbell                                        | Adams              | 3:17    |  |
| 10.            | "All the Lovers" (com House Gospel Choir) | James Eliot Jemima Stilwell                                                   | Eliot Stuart Price | 3:36    |  |
| 11.            | "Say Something" (com House Gospel Choir)  | Minogue Stannard Howes Jonathan Green                                         | Adams              | 4:00    |  |
| 12.            | "Real Groove"                             | Minogue Brunila Nico Stadi Alida Garpestad Peck                               | Stadi Brunila      | 2:54    |  |
| 13.            | "Slow / Love to Love You Baby"            | Minogue Dan Carey Emiliana Torrini Giorgio Moroder Pete Bellotte Donna Summer | Sunnyroads         | 3:13    |  |
| 14.            | "Monday Blues"                            | Minogue Adams Cottone Campbell Danny Shah                                     | Adams              | 3:11    |  |
| 15.            | "Where Does the DJ Go?"                   | Minogue Adams Shah Kiris Houston                                              | Adams Houston      | 2:54    |  |
| 16.            | "Love at First Sight"                     | Minogue Stannard Gallagher Howes Martin Harrington                            | Stannard Gallagher | 4:05    |  |
| 17.            | "Last Chance"                             | Minogue Adams Cottone                                                         | Adams              | 2:46    |  |
| 18.            | "Magic"                                   | Minogue Brunila Davidsen Wallevik Buzz                                        | PhD                | 4:39    |  |
| Duração total: | Duração total:                            | Duração total:                                                                | Duração total:     | 49:33   |  |

### Desempenho nas tabelas musicais
| País — Tabela musical (2022)         | Melhor posição |
| ------------------------------------ | -------------- |
| Austrália (ARIA)                     | 27             |
| Austrália (AIR)                      | 2              |
| Bélgica (Ultratop (Valónia)          | 22             |
| Escócia (OCC)                        | 11             |
| Espanha (PROMUSICAE)                 | 48             |
| Estados Unidos (Current Album Sales) | 74             |
| Reino Unido (Digital Albums)         | 40             |
| Reino Unido (Independent Albums)     | 24             |
| Suíça (Schweizer Hitparade)          | 72             |

### Histórico de lançamento
| Região | Data               | Formato                    | Gravadora    | Ref.          |
| ------ | ------------------ | -------------------------- | ------------ | ------------- |
| Várias | 8 de abril de 2022 | download digital streaming | Darenote BMG | [ 13 ] [ 23 ] |
| Várias | 6 de maio de 2022  | vinil                      | Darenote BMG | [ 24 ]        |

## Equipe e colaboradores
| Diretores e produtores - Diretor – Kate Moross e Rob Sinclair - Diretor de fotografia – Thomas English - Produtor executivo – Kylie Minogue, Polly Bhowmik, Tom Colboure e Rob Sinclair - Produtor executivo de Drift – Ric Salmon e Charlie Gatsky Sinclair - Produtor executivo da BMG – Alistar Nobury, Gemma Reilly-Hammond e Jamie Nelson - Produtor – Jim Parsons - Co-produtor – Kristen Dickson-McFie Pessoal geral - Assistente pessoal – Tully Bloom - Segurança HSE e COVID – Julian Bentley e Lukasz Mart - Refeições – Lily Brown, Sherrie Fairman e Shyrah-Jade Campbell Figurino - Figurinista – Alexandre Vauthier - Estilista de figurino – Frank Strachan - Roupeiro – Ray Wooldridge, Philippa Howden, Tom Lawerence e Alida Herbst - Estilista assistente – Jessica Johnston - Cabelo e maquiagem – Christian Vermaak e Chang Il-Kim - Cabelo e maquiagem adicionais – Sandra O'Brien - Colorista – James Tonkin | Banda - Diretor musical – Richard Stannard e Steve Anderson - Backing vocals – Abbie Osmon e Katie Holmes-Smith - Mestre do coro – Laura Leon - House Gospel Choir – Cartell Green-Brown, Laura Davie, Leanna Leid, Lizzie Jennings, Monique Meade e Renee Alleyne - Coreógrafo – Ashley Wallen - Capitã de dança – Jenny Griffin - Dançarinos – Philip Birchall, Yves Cueni, Shaun Niles, Kamila Zalewska, Alex Chambers, Jake Leigh, Katie Collins, Ben Hulkin e Elise Pinel Som - Mixagem de áudio – Duck Blackwell - Som – Gavin Tempany, Andrew Hamwee e Jonny Buck Produção - Design de produção – Sinclair/Wilkinson - Assistente de design de produção – Luke Rolls - Gerente de produção – Michael George - Engenheiro de racks – Harry Watkinson - Engenheiro de gravação – David Roberts - Supervisora de roteiro – Emily Aldous - Gerente de projeto de CT – Jim Liddiard - Produção do evento – Lauren Sass, Stephen Reeve, Kevin Hopgood, Bree Ishikawa, Stuart Quinnell e Dave Farrell (Pull the Pin Out) | Vídeo - Design de vídeo – Kate Moross, Linus Kraemer e Dexter George - Motion design – Santiago Avila, Linus Kraemer, Dexter George e Stephen McLaughlin - Conteúdo de vídeo – Studio Moross - Gerente de projeto de conteúdo de vídeo – Bellen Morrison - Programador de vídeo – Jack Banks - Técnico de piso de vídeo – Taras Bunt e Daniel Bovenkamp - Edição – Rupa Rathod, Hamish Lyons, Sam Thompsett - Edição adicional – Kevin Ramser - Edição online – Richard Cullen - Efeitos visuais – Kate Moross, Linus Kraemer e Chris Kim - DIT: Alex Hewett Iluminação - Design de iluminação – Rob Sinclair e Ali Pike - Iluminação – Benjamin Cash, Andy Porter, Davide Palumbi, Jason Hyne, Jon Shelley-Smith, Michelle Parker e Peter Horne - Design a laser – Seth Griffiths - Técnico de laser – Joe Jackson e Josh Hughes Câmeras - Diretor multicam – Blue Leach - Operador de câmera – Simon Kennedy e Mark Stevenson - Garantia da câmera: Tom Robinson - Operador JIB – Marcus Leon Soon - Assistente de JIB: Ben Reason - Extrator de foco – Warren Buckingham |

Diversos
- Filmado no LH3 Studios, Londres
- Iluminação fornecida pela NEG Earth Lights (Sam Ridgeway)
- Lasers e SFX por ER Productions (Marc Webber)
- Equipamento de transmissão e telas de LED da Creative Technologies (Graham Miller)
- Punho fornecido pela Luna Remote Systems
- Câmeras fornecidas pela Procam TV
- JIB fornecido por Deve Emery
- Iluminação de filme fornecida pela Pro Light
- Filtros fornecidos pela Panavision
- DRIIFT é representado por Ric Salmon, Charlie Gatsky Sinclair, Phil Middleton, Pauline Macocco, Justine Young, Emma Stoker, Claire Mas e Mich Bradfield

Créditos obtidos da exibição da transmissão ao vivo da Costa Leste dos EUA.